# Степанцов, Виктор Ильич
Виктор Ильич Степанцов (род. 1927) — советский учёный в области авиационной и космической медицины, кандидат биологических наук (1955), полковник медицинской службы. Заслуженный тренер СССР (1972). Лауреат Государственной премии СССР (1978).

## Биография
Родился 25 июня 1927 года в Павловске. 
В ВМФ СССР с 1944 года, служил на крейсерах Черноморского флота. С 1947 по 1952 год обучался на военно-морском факультете Военного института физической культуры и спорта имени В. И. Ленина, по окончании которого с золотой медалью был зачислен на адъюнктуру этого института по кафедре анатомии и биомеханики. 
В 1955 году в 1-м ЛМИ защитил диссертацию по теме: «Влияние перегрузок, действующих в направлении голова — таз, на артериальное русло мышечной системы» и ему была присвоена  учёная степень кандидат биологических наук. С 1955 по 1960 год на научно-педагогической работе на кафедре анатомии и биомеханики ВИФКС имени В. И. Ленина, основная научная деятельность связана с вопросами в области проблемы авиационной физиологии, в том числе гипоксии (наличия дефицита кислорода), вестибулярной устойчивости и перегрузками. 
С 1960 по 1964 год занимался научно-практической деятельностью в Центре подготовки космонавтов, занимался изучением вопросов связанных с изучением повышения устойчивости организма человека к факторам космического полета, а так же занимался практической подготовкой с космонавтами, входивших в первый отряд космонавтов, таких как  Ю. А. Гагарин, А. Г. Николаев и Г. С. Титов. С 1964 по 1978 год на научной работе в ГНИИИ авиационной и космической медицины в должностях: старший научный сотрудник и начальник специальной лаборатории. В 1972 году за разработку специальных видов подготовки космонавтов к длительным космическим полетам на кораблях «Восток», «Восход» и «Союз» ему было присвоено звание Заслуженный тренер СССР по подготовке космонавтов. С 1978 года — старший научный сотрудник Института медико-биологических проблем АН СССР

В 1978 году Постановлением ЦК КПСС и СМ СССР «за цикл работ по медицинскому обоснованию и внедрению комплекса методов и средств профилактики неблагоприятного влияния невесомости на организм человека, обеспечивших возможность осуществления длительных пилотируемых полётов» И. Д. Пестову была присуждена Государственная премия СССР  в области науки и техники.